# Sebastianbildstock in Unterlaa

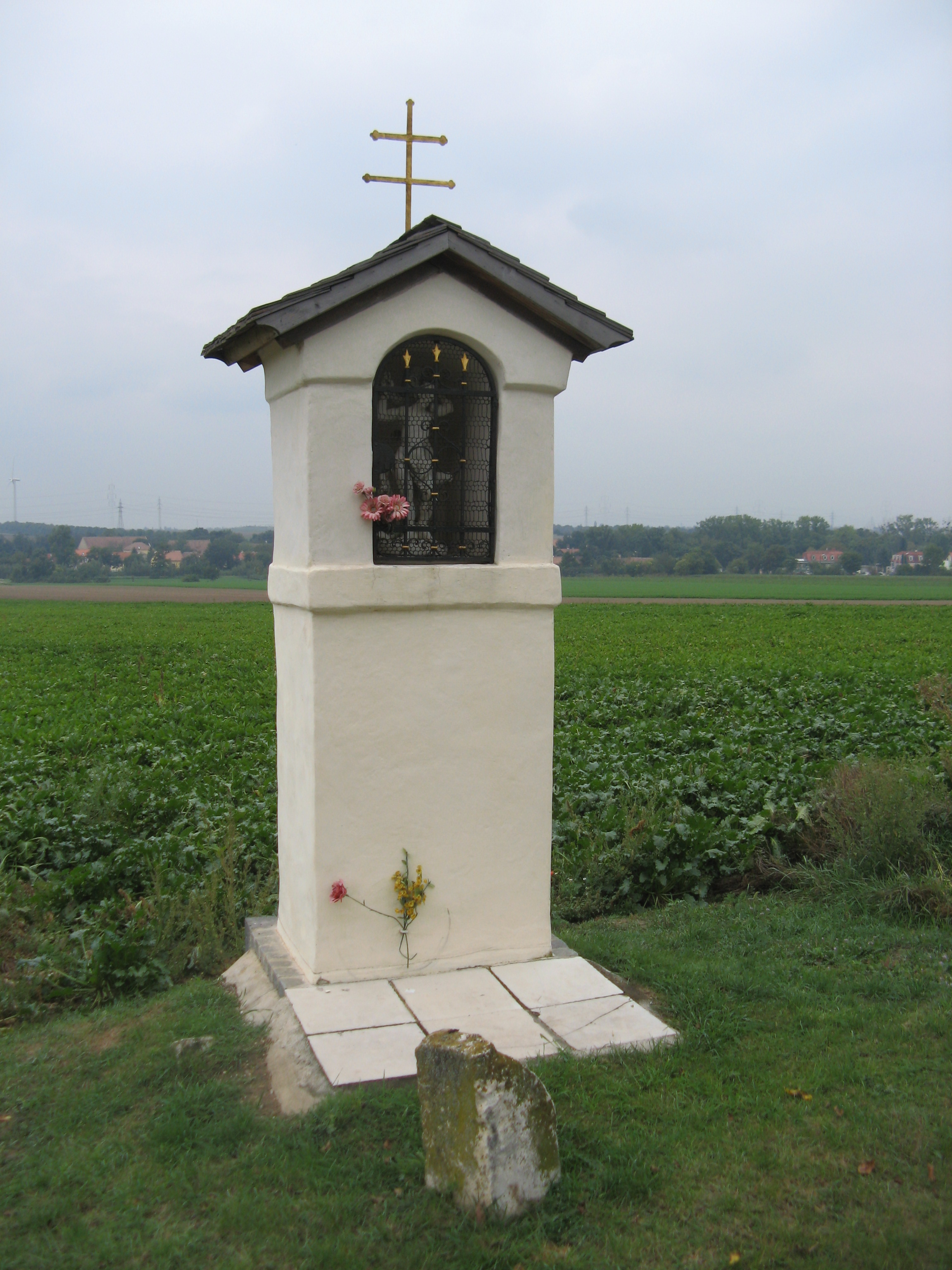
Sebastiankreuz

Der Sebastianbildstock, auch Sebastiankreuz genannt, ist ein Breitpfeiler neben der Donauländebahn im 10. Wiener Gemeindebezirk Favoriten, Bezirksteil Unterlaa. Er steht östlich des Feldwegs in der nördlichen Verlängerung der Sebastiansbrücke, unweit des Roten Kreuzes. Das Objekt ist im digitalen Kulturgüterverzeichnis der Stadt Wien eingetragen (Listeneintrag).

## Bauweise und Geschichte
Der Sebastianbildstock ist ein vierseitiger Pfeiler mit einem Tabernakelaufsatz und Satteldach, der von einem zweiarmigen Kleeblattkreuz aus Metall bekrönt wird. In der vergitterten Nische steht eine kleine Figur des heiligen Sebastian, des Pestheiligen. Unter der Statue befindet sich ein Malteserkreuz mit der Umschrift „Heiliger Sebastian, bitte Gott für uns!“
Unter dem Bildstock befindet sich ein Pestgrab, in dem vermutlich die Opfer der Pestepidemie von 1713 begraben liegen. Im Pfarrmatrikenbuch wurden damals zehn Pesttote eingetragen. Wie bei Pesttoten üblich, wurden sie außerhalb des Ortes eingegraben und nicht am Ortsfriedhof, um jede Ansteckung zu vermeiden.  Der Graben, in den die Toten gelegt wurden und der bis zum Liesingbach reicht, wurde lange Zeit nachher noch als „Pestgraben“ bezeichnet. Heute ist der nördliche Teil wegen des Bahnbaus planiert.
Dieser Bildstock, dessen Vorderseite ursprünglich zum Friedhof Oberlaa ausgerichtet war, ist auf einem Aquarell von Conrad Grefe zu sehen, das sich im Historischen Museum der Stadt Wien befindet. Es zeigt den Sebastianbildstock, wie er im Jahre 1896 ausgesehen hatte.
Im Zusammenhang mit dem Sebastianbildstock steht auch die von Klaus Beitl erwähnte Sebastiansbruderschaft von Oberlaa.